# Sprenggelatine
Die Sprenggelatine (Sprenggummi) ist einer der stärksten gewerblichen Sprengstoffe und gehört zu den Dynamitsprengstoffen. Die Sprenggelatine besteht aus Glycerintrinitrat („Nitroglycerin“) und 6–8 % Kollodiumwolle.
Von Alfred Nobel 1876 erstmals hergestellt, um die Handhabungssicherheit von Glycerintrinitrat zu erhöhen, ist sie leistungsfähiger als gewöhnliches Dynamit, das etwa 25 % inertes Kieselgur enthält.
Die Detonationsgeschwindigkeit der Sprenggelatine beträgt rund 8.000 m/s; allerdings altert Sprenggelatine rasch, was auch die Detonationsgeschwindigkeit stark herabsetzt. Die Explosionswärme beträgt bis zu 6500 kJ/kg.
Die Sprenggelatine bildet eine gelatineartige, elastische, durchscheinende, blassgelb gefärbte Masse von der Konsistenz einer starken Sülze, lässt sich leicht biegen, mit dem Messer schneiden und lässt selbst bei stärkstem Druck kein Glycerintrinitrat austreten.
Durch Zusatz von etwas Kampfer (4 %) wird sie gegen mechanische Effekte, selbst gegen Einschüsse, in hohem Grad unempfindlich. Beim Erhitzen verhält sich Sprenggelatine ähnlich dem gewöhnlichen Dynamit. Für sich explodiert Sprenggelatine beim raschen Erhitzen bei einer Temperatur von etwa 240 °C, mit Kampfer gemischt kann sie durch langsames Erhitzen gar nicht mehr zur Explosion gebracht werden. Gegen Wasser ist Sprenggelatine so unempfindlich, dass sie bis zum Gebrauch unter Wasser aufbewahrt werden kann.
Sie wird nur noch in Ausnahmefällen angewandt.
Nach dem Ersten Weltkrieg wurde zur Herstellung von Sprenggelatine anstelle von Kollodiumwolle teilweise die noch in größerem Umfang vorhandene Pulverrohmasse verwendet.